# Giao hưởng số 9 (Dvořák)

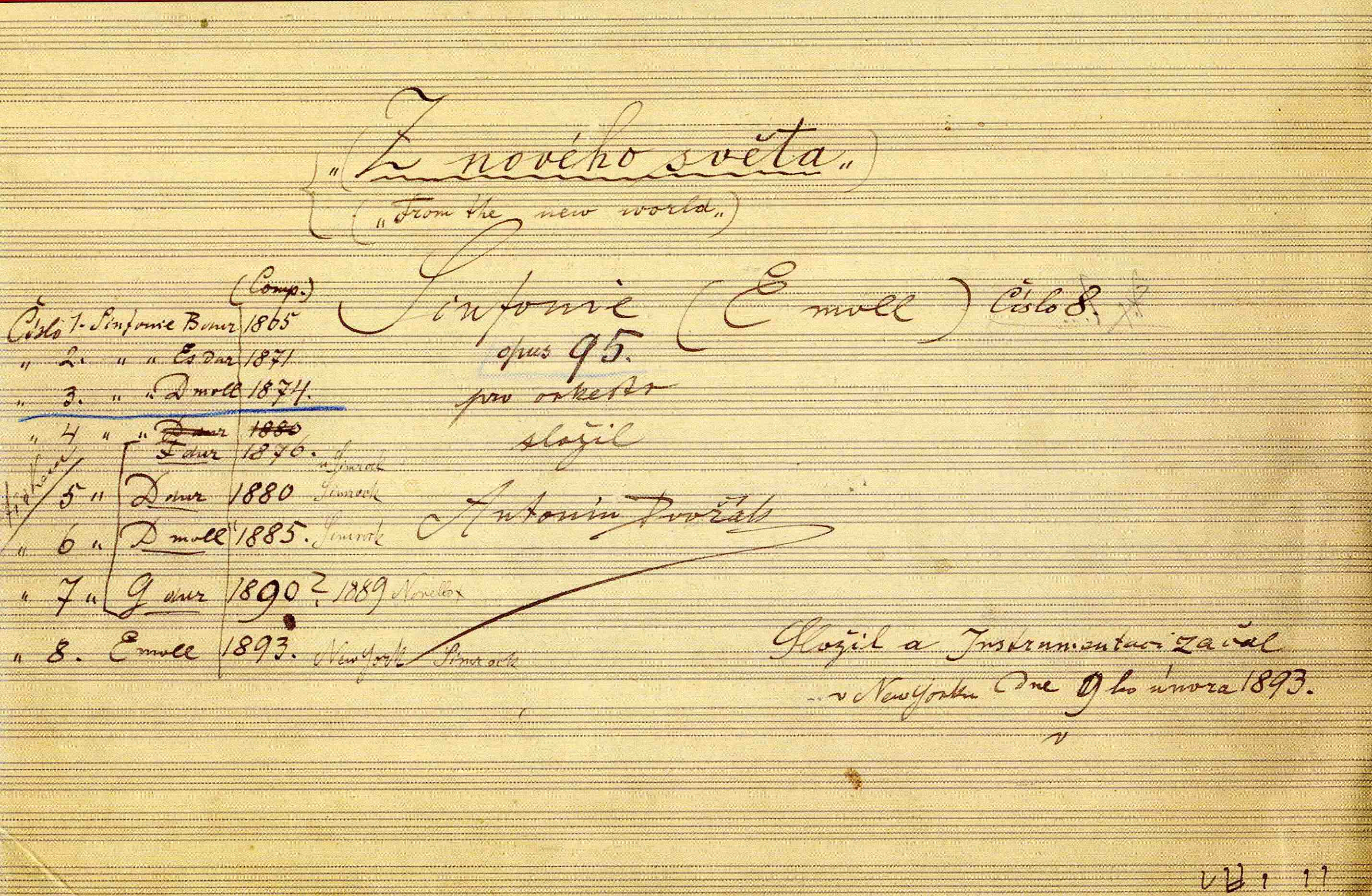
Trang tiêu đề của bản nhạc viết tay giao hưởng số 9 của Dvořák

Giao hưởng số 9 cung Mi thứ "Từ Thế giới Mới", Op.95, B. 178 hay còn được cả thế giới biết đến với tên gọi khác là "Giao hưởng Thế giới Mới" (tiếng Anh: From the New World hoặc New World; tiếng Séc: Symfonie č. 9 e moll „Z nového světa") là bản giao hưởng xuất sắc của Antonín Dvořák. Ông viết bản này vào năm 1893 trong suốt quãng thời gian A.Dvořák làm giám đốc Nhạc viện Quốc gia Âm nhạc Hoa Kỳ (từ 1892 - 1895). Vượt xa các bản giao hưởng nổi tiếng nhất đương thời, đây là một trong số các tác phẩm làm rung động hàng triệu con tim của mọi thính giả trên khắp thế giới. Trước đây bản giao hưởng này thường được đánh số 5. Neil Armstrong đã mang theo một bản thu âm của giao hưởng số 9 trong chuyến hành trình lên Mặt trăng của Apollo 11.

## Nhạc khí
Đây là bản giao hưởng được soạn cho một dàn nhạc bao gồm các nhạc cụ:
- 2 flute (có thể thay thế bởi một hoặc hai piccolo).
- 2 oboe (cũng thường được thay bởi một hoặc hai cor anglais).
- 2 clarinet cung La trưởng (ở Chương II chuyển sang cung Si giáng trưởng).
- 2 bassoon.
- 4 horn cung Mi trưởng và Đô trưởng.
- 2 trumpet cung Mi trưởng, Đô trưởng và Mi giáng trưởng.
- 2 tenor trombone.
- bass trombone.
- tuba (chỉ xuất hiện ở chương II).
- timpani.
- kẻng ba góc (chỉ xuất hiện ở chương III).
- cymbal (chỉ xuất hiện ở chương IV).
- bộ dây

## Cấu trúc
Bản giao hưởng chia làm bốn chương như đa phần các bản giao hưởng khác:
- I. Adagio - Allegro molto.
- II. Largo.
- III. Scherzo: Molto vivace - Poco sostenuto.
- IV. Allegro con fuoco.

## Đón nhận
Tại buổi ra mắt ở Carnegie Hall, mỗi chương nhạc kết thúc với những tràng pháo tay vang dội khiến Dvořák cảm thấy cần đứng lên và cúi chào. Đây là một trong những thành công trước công chúng to lớn nhất trong sự nghiệp của Dvořák. Ngay khi bản giao hưởng này được xuất bản, nhiều dàn nhạc châu Âu đã biểu diễn nó. Alexander Mackenzie chỉ huy dàn nhạc London Philharmonic trong buổi ra mắt châu Âu của tác phẩm vào ngày 21 tháng 6 năm 1894. Clapham nói rằng đây là bản giao hưởng đã trở thành "một tác phẩm được yêu thích nhất mọi thời đại" và tại thời điểm mà âm nhạc của Dvořák chỉ được đón nhận ở không quá mười quốc gia, bản giao hưởng này đã vươn tới toàn bộ phần còn lại của thế giới âm nhạc và trở thành tác phẩm "ưa chuộng của quốc tế". Nó được biểu diễn (tới năm 1978) nhiều hơn bất cứ giao hưởng nào khác tại Royal Festival Hall, London và được yêu cầu cực kì nhiều tại Nhật Bản.
Nhiều chủ đề từ bản giao hưởng được sử dụng rộng rãi ở các chương trình ti vi, phim ảnh, anime, trò chơi điện tử và quảng cáo. 